# 胡巨民
胡巨民，男，湖北武穴人，中国共产党党员，中国人民解放军海军少将。

## 生平
曾任南海舰队某陆战旅大校政治委员。2015年9月3日，参与纪念中国人民抗日战争暨世界反法西斯战争胜利70周年大会两栖突击车方队（队长为时任南海舰队副参谋长李晓岩海军少将）。
不晚于2024年10月，任中国人民解放军河北省军区政治委员、党委书记，晋升少将军衔。2025年1月23日，胡巨民以河北省军区少将政委身份出席2025年河北省征兵工作电视电话会议，与倪岳峰、王正谱、董兆伟等省领导和省军区少将副政委谢伟在主席台就坐，并宣读河北省2025年征兵命令，河北卫视之后播出的新闻报道画面显示，胡身着海军少将服，并未改为陆军将官。同年3月，任中共河北省委委员、常委。
是河北省第十四届人民代表大会代表（2025年1月驻冀解放军和武警部队补选）。